# Brava! (programma televisivo)
Brava! è stato un programma televisivo italiano di genere talk show, in onda su Rai Premium dall'11 aprile al 13 giugno 2018. La sigla è l'omonima canzone di Mina del 1965 e, come Cartoline, è scritta interamente da Bruno Canfora.